# 竭誠為主
竭誠為主（My Utmost for His Highest）是一本基督教灵修书，是章伯斯（Oswald Chambers，1874-1917）每日对学生和士兵讲道的演講集。  
标题摘自章伯斯的一篇讲道，说：“尽我竭誠為主的努力，就把一切考虑都摆在主面前”（Shut out every consideration and keep yourself before God for this one thing only- My Utmost for His Highest）。       
該书被认为是有史以来最受欢迎的宗教书籍之一 ，启发了总统乔治·沃克·布什（George W. Bush）等人 。 竭誠為主已正式翻译成39多种语言，而且从未绝版。

## 概要
竭誠為主细分为366个部分，每篇約500字，旨在每年的每一天為启发而阅读。灵修内容涵盖了一系列主题，从祈祷内容到对日常生活的反思等。 

## 历史
該书为章伯斯的妻子格特鲁德·霍布斯（Gertrude Hobbs）用速记记录了章伯斯在讲道中对学生和士兵灵修的内容。 
章伯斯于1917年死后，遺孀在1927年与牛津的奥尔登（Alden）一起出版了这本书，于1935年由Dodd, Mead, ＆Co.在美国首次出版。版权由“章伯斯出版會”于1963年续签。自1992年出版了由詹姆斯·赖曼（James Reimann）编辑的“当今语言更新版”，对應圣经的“新国王詹姆斯版”，并已成为一系列基督教灵修期刊、日历和儿童读物。

## 其他版本
- 竭誠為主：年度精选 （Selections for the Year）（1989）
- 竭誠為主：耶稣要我 （Jesus Wants All of Me）（1999）
- 竭誠為主：演講集 （Journal）（2001）

## 流行文化
- 1995年，Myrrh Records和Word Records发行了竭誠為主现代基督教音乐的致敬专辑。[12]
- 竭誠為主敬拜音乐剧，克莱尔·克洛宁纳（Claire Cloninger）对灵修的音乐改编，并获得了1998年多芬最佳音乐奖。[13]